# Antonio Ariño Villarroya
Antonio Ariño Villarroya (Allepuz, 1953) és un sociòleg valencià.
Llicenciat en Geografia i Història, és catedràtic de Sociologia en la Universitat de València. Des de 2012 és vicerector de Cultura i Igualtat de la Universitat de València. En el 1994 va obtenir el tercer premi en el certament que va convocar el Ministeri d'Assumptes Socials (InSerSo), per a les ajudes tècniques d'investigació, amb el treball de "La mobilització social dels majors".
Anteriorment, en la Universitat de València, ha estat director del Departament de Sociologia i Antropologia Social (1997-2003), vicerector d'Estudis i Organització Acadèmica (2003-1998), vicerector de Convergència Europea i Qualitat (2006-2010) i vicerector de Planificació i Igualtat (2010-2012). Fou vicepresident de la Federación Española de Sociologia, fundador de la revista Arxius de Ciències Socials i és membre del Consell Assessor de la Revista Española de Sociología i de Papeles del CEIC.
Les principals línies d'investigació d'Ariño se situen en els àmbits de la sociologia de la cultura, les polítiques de benestar social i de teoria sociològica. També ha fet activitat de recerca en temes com festes populars, identitat col·lectiva, associacionisme i patrimoni cultural, entre d'altres.
Ha publicat nombrosos estudis individualment o en col·laboració, entre els quals es troben títols com Asociacionismo y voluntariado en España (Tirant lo Blanch, 2007); La participación cultural en España (SGAE, 2006); Las encrucijadas de la diversidad cultural (CIS, 2005).
El maig del 2014 fou nomenat vicepresident de la Fundació General de la Universitat de València. Des d'abril del 2016 és director de l'Institut de Ciències Socials i de la Cultura de la Institució Alfons el Magnànim - Centre Valencià d'Estudis i d'Investigació. El 2016 va publicar, juntament amb Joan Romero, La secesión de los ricos, un assaig que analitza el paper de les persones més riques del món i el seu distanciament de la resta de la societat.